# Ruben Eduardo Acosta
Ruben Edaurdo Acosta er en argentinsk professionel bokser, der kæmper i supermellemvægt. Han er den nuværende sydamerikanske supermellemvægtsmester.

## Stieglitz VS Acosta
Den 9. januar 2010 blev Acosta besejret af WBOs supermellemvægtsmester Robert Stieglitz via teknisk knockout i 5. omgang. 

## Smith VS Acosta
Den 26. oktober 2013 kæmpede Acosta mod Callum Smith om den ledige WBC International supermellemvægts-titel, hvor han tabte ved KO i 6 omgang.
Udover dette har han tabt til Anthony Mundine, Karoly Balzsay, Andrea Di Luisa, Tyron Zeuge og danskerne Patrick Nielsen og Lolenga Mock.

### Regionale titler
- WBO Latino supermellemvægtsmester

- WBA Fedelatin mellemvægtsmester
- WBC Mundo Hispano mellemvægtsmester
- South American supermellemvægtsmester